# 1672
1672 (MDCLXXII) byl rok, který dle gregoriánského kalendáře započal pátkem.

## Události
- 26. června – Vypuklo tzv. Oravské povstání vedené zemanem Gašparem Pikou
- ve Francii se podávala první zmrzlina – byl to ovšem výrobek zmrzlináře italského, Franceska Procopia del Colteliho
- v Paříži na náměstí Saint Germain otevřená první pařížská kavárna

### Probíhající události
- 1652–1689 – Rusko-čchingská válka
- 1672–1674 – Třetí anglicko-nizozemská válka
- 1672–1678 – Francouzsko-nizozemská válka

## Vědy a umění
- soustava 13 vodních kol u Marly-le-Roi dodává energii 75 kW čerpadlům vody pro královské vodotrysky ve Versailles

## Narození

#### Česko
- 13. června – Anna Marie Františka Toskánská, česká šlechtična († 15. října 1741)
- neznámé datum
  - Jan Matěj Hollan, římskokatolický duchovní († 9. března 1743)

#### Svět
- 12. ledna – Willem Bosman, nizozemský koloniální úředník a obchodník († po roce 1703)
- 16. ledna – Francesco Mancini, italský hudební skladatel († 22. září 1737)
- 12. března – pokřtěn Richard Steele, irský spisovatel, novinář, vydavatel a politik († 1. září 1729)
- 21. března – Stefano Benedetto Pallavicini, italský básník a operní libretista († 16. dubna 1742)
- 06. dubna – pokřtěn André Cardinal Destouches, francouzský hudební skladatel († 2. února 1749)
- 01. května – Joseph Addison, anglický politik a spisovatel († 17. června 1719)
- 09. června – Petr Veliký, ruský car († 1725)
- 20. června – Ludvík César, hrabě z Vexin, nemanželský syn francouzského krále Ludvíka XIV. († 10. ledna 1683)
- 02. srpna – Johann Jakob Scheuchzer, švýcarský učenec, kartograf a lékař († 23. června 1733)
- 14. srpna – František Vilém Salm-Reifferscheidt, německý šlechtic z rodu Salmů († 4. června 1734)
- 07. září – Michal Kromholc, slovenský jezuita, náboženský spisovatel († 23. února 1739)
- 17. září – Thomas Wentworth, 1. hrabě ze Straffordu, britský šlechtic a politik († 15. listopadu 1739)
- 07. října – Arnošt Ludvík I. Sasko-Meiningenský, německý vévoda († 24. listopadu 1724)
- 21. října
  - Ludovico Antonio Muratori, italský katolický kněz,historik († 23. ledna 1750)
  - Pylyp Orlyk, ukrajinský hejtman († 24. května 1742)
- 09. prosince – Johann Christoph Kridel, rakouský a český varhaník, učitel hudby, skladatel a básník († 2. července 1733)
- 19. prosince – Paul Methuen, britský diplomat, dvořan a politik († 11. dubna 1757)
- 21. prosince – Johann Christoph Schwedler, německý kazatel a skladatel duchovních písní († 12. ledna 1730)
- neznámé datum
  - William Cavendish, 2. vévoda z Devonshiru, britský státník a šlechtic († 4. června 1729)
  - William Cadogan, 1. hrabě Cadogan, britský vojevůdce a šlechtic († 17. července 1726)
  - Johann Georg de Hamilton, německý malíř († 3. ledna 1737)

## Úmrtí

#### Svět
- 07. ledna – Jacob Philipp Sachs von Lewenheimb (* 26. srpna 1627)
- 21. ledna – pohřben Adriaen van de Velde, holandský malíř a grafik (* pokřtěn 30. listopadu 1636)
- 28. ledna – Pierre Séguier, francouzský státník (* 28. května 1588)
- 04. února – Anna Marie Martinozzi, neteř francouzského kardinála Mazarina (* 1637)
- 28. ledna – Pierre Séguier, francouzský státník (* 28. května 1588)
- 01. března – Marie Tereza Francouzská, francouzská princezna a dcera krále Ludvíka XIV. (* 2. ledna 1667)
- 06. března – David Ungnad z Weissenwolffu, rakouský šlechtic, diplomat a státník (* 1604)
- 12. března – Ludmilla Elisabeth von Schwarzburg-Rudolstadt, německá básnířka (* 7. dubna 1640)
- 02. dubna – Pedro Calungsod, filipínský katolický mučedník, světec (* ? 1655)
- 13. dubna – Markéta Lotrinská, orleánská vévodkyně (* 22. července 1615)
- 30. dubna – Marie od Vtělení Guyart, francouzská katolická světice (* 28. října 1599)
- 20. srpna – Johan de Witt, nizozemský politik (* 24. září 1625)
- 06. listopadu – Heinrich Schütz – německý skladatel a varhaník (* 8. října 1585)
- 19. listopadu – John Wilkins, anglikánský duchovní, přírodovědec, matematik, teolog a spisovatel (* 14. února 1614)
- 25. listopadu – Gašpar Pika, velitel posádky Oravského hradu (* asi 1630)
- 16. prosince – Jan Kazimír II. Vasa, polský král (* 22. března 1609)
- neznámé datum
  - únor – Peter Stuyvesant, správce nizozemských kolonií v Americe (* asi 1592)
  - Anne de Montalais, francouzská šlechtična (* 1600)
  - Ginevra Cantofoli, italská malířka (* 1618)
  - Hümaşah Sultan, manželka osmanského sultána Ibrahima I. (* 1634)
  - Čou Liang-kung, čínský konfuciánský učenec a úředník (* 1612)

## Hlavy států
- Anglie – Karel II. (1660–1685)
- Francie – Ludvík XIV. (1643–1715)
- Habsburská monarchie – Leopold I. (1657–1705)
- Osmanská říše – Mehmed IV. (1648–1687)
- Polsko-litevská unie – Michał Korybut Wiśniowiecki (1669–1673)
- Rusko – Alexej I. (1645–1676)
- Španělsko – Karel II. (1665–1700)
- Švédsko – Karel XI. (1660–1697)
- Papež – Klement X. (1670–1676)
- Perská říše – Safí II.